# Concha y Toro

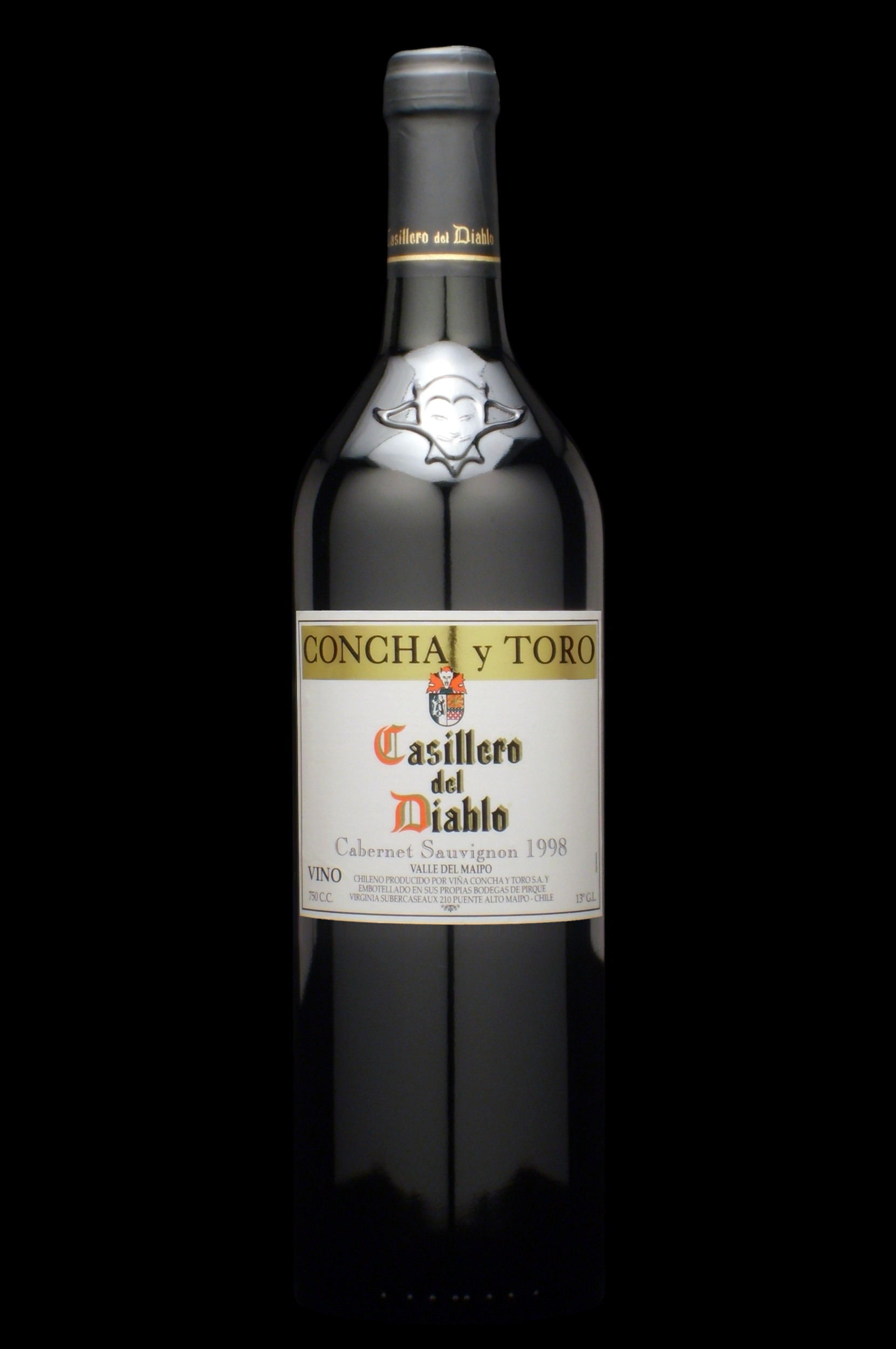
Casillero del Diablo

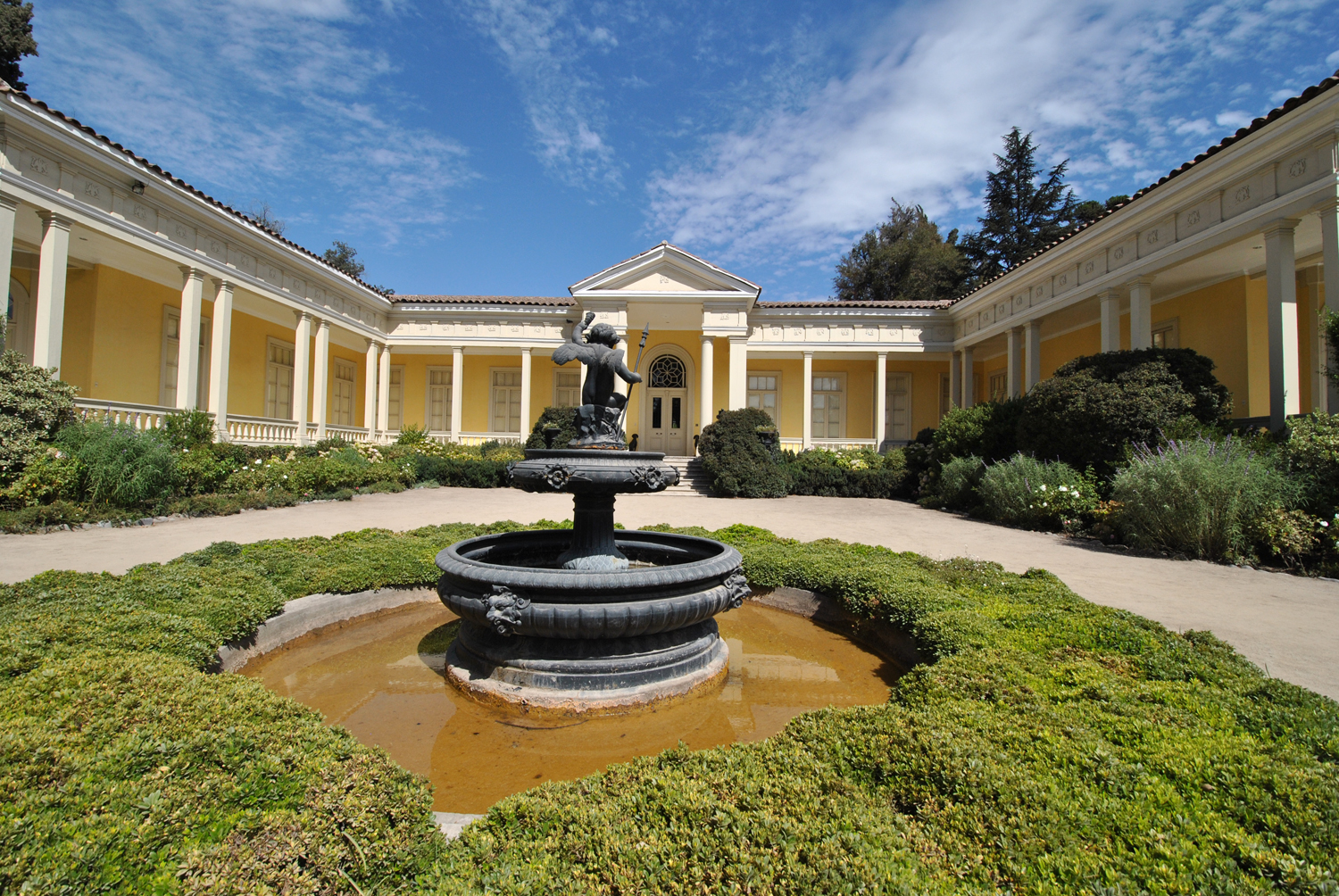
Palácio e vinha Concha y Toro.

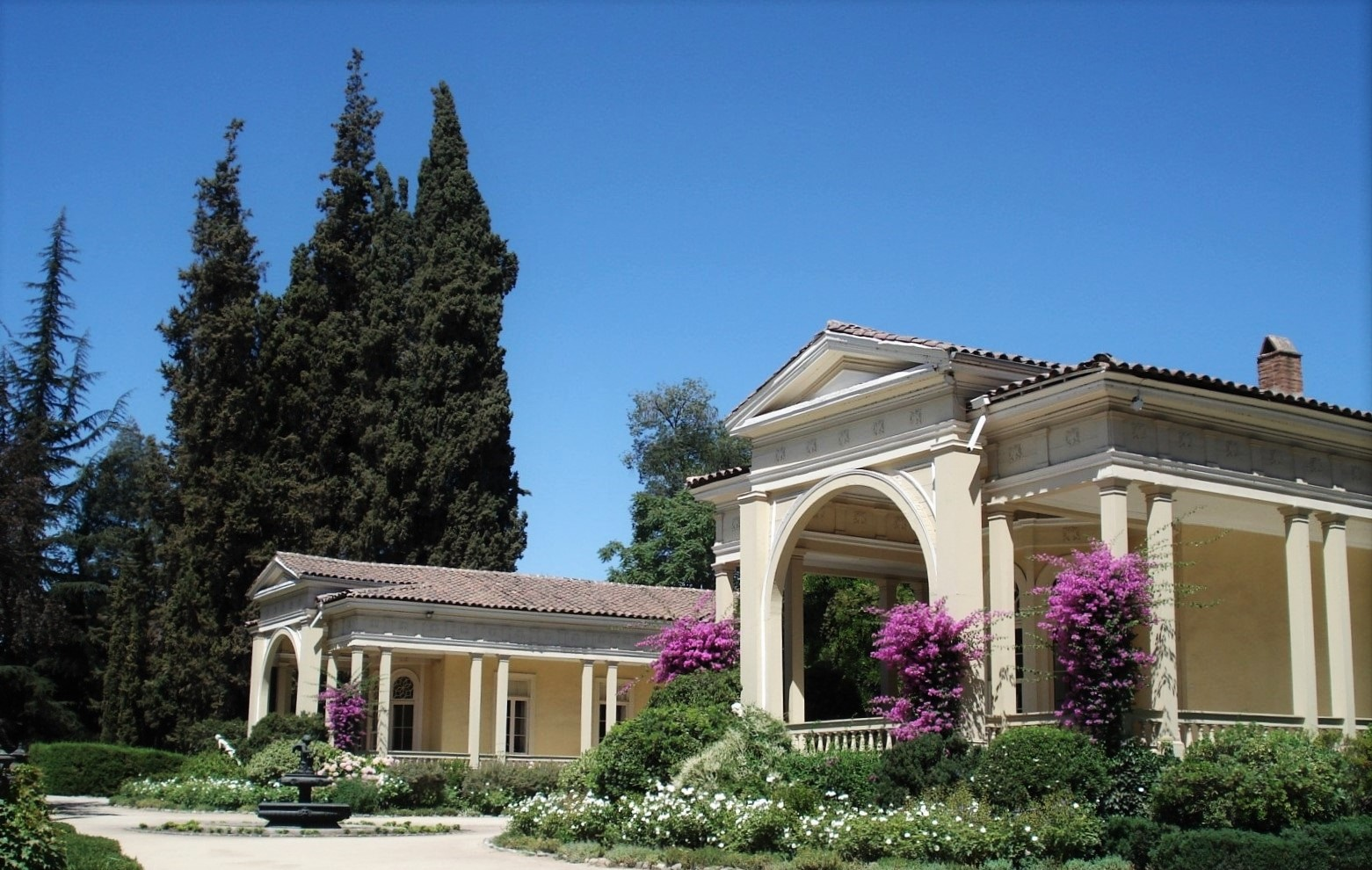
Palácio e vinha Concha y Toro.

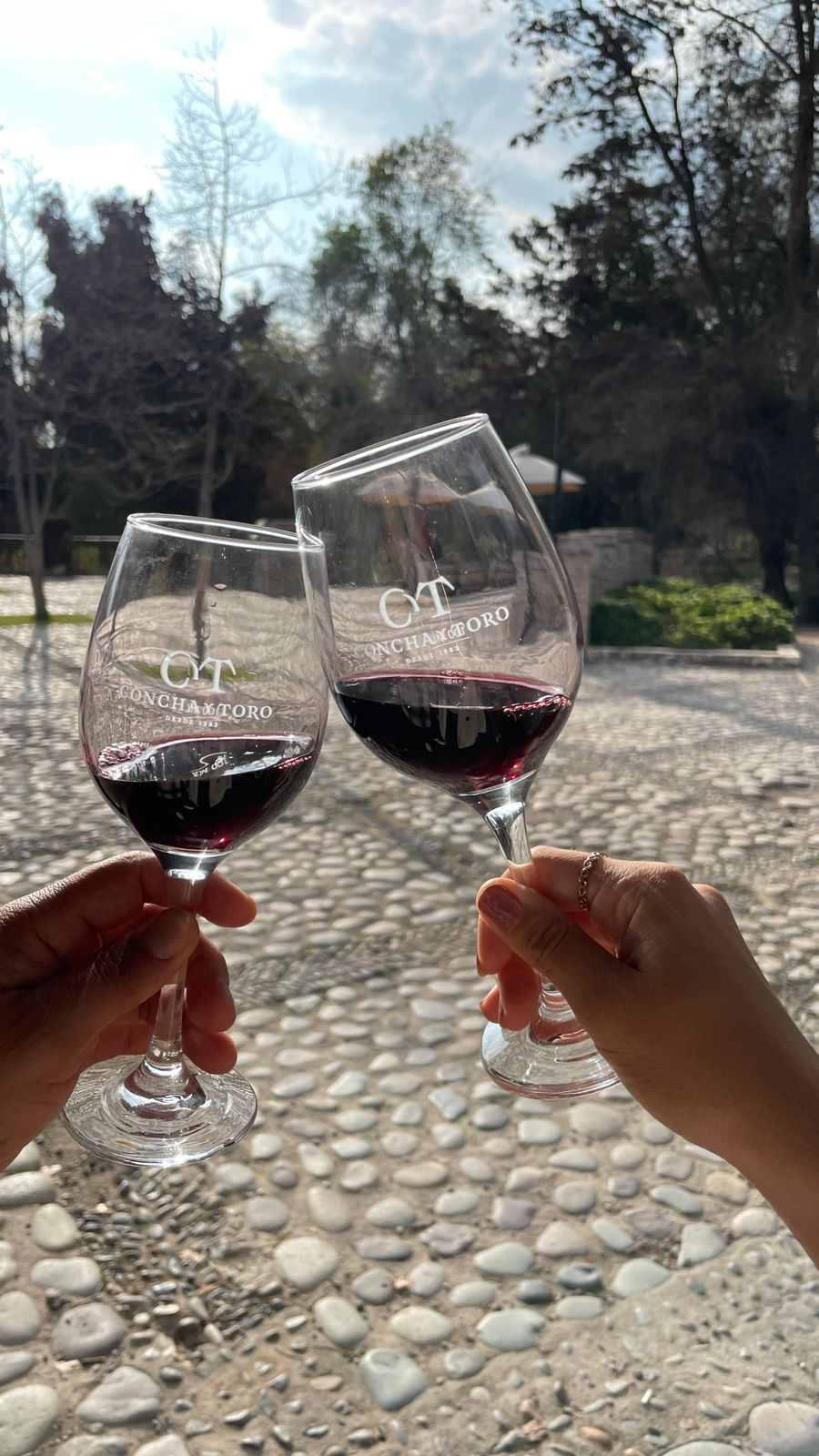
Primeira parada do tour completo na vinícola

Concha y Toro (BCS: CONCHATORO, NYSE: VCO) é uma empresa chilena, produtora e exportadora de vinhos. Foi fundada em 1883 por Don Melchor de Concha y Toro.
A vinícola Concha y Toro é a maior do Chile e é atualmente controlada pelas famílias Guilisasti e Larrain. A empresa representa 37% do mercado interno chileno e 31,4% das exportações chilenas de vinho. 70% de suas vendas são para exportação para aproximadamente 110 países.
Em joint venture com a vinícola francesa Baron Philippe de Rothschild produz o ícone Almaviva, um vinho de primeira grandeza.
Possui vinhedos nos principais vales produtores chilenos, bem como na Argentina, ocupando uma extensão de 10.750 hectares, sendo hoje a maior área plantada do mundo.
Um de seus vinhos mais conhecidos é o Casillero del Diablo.
Considerada a primeira indústria de vinho ultra premium chileno e a primeira vinícola do mundo a ter suas ações na bolsa de Nova York. Em 1996 expandiu seus negócios para terras vizinhas, fundando a vinícola Trivento Bodegas na Argentina, originando Mendoza, um dos mais famosos vinhos argentinos, a expansão da vinícola Concha y Toro teve seu ápice no ano de 2011 com a compra da empresa californiana Fetzer Vineyards.
Reconhecida mundialmente pela qualidade de suas vinícolas e excelência de seus vinhos, a Concha y Toro ganhou grandes prêmios, entre eles:
- Marca de Vino más Poderosa del Mundo”, 2014 – 2015 e Mejor Compañía Internacional de Vinos y Licores del Año”, 2015 pelo  Intangible Business.
- Certificación de Sustentabilidad de Vinos de Chile.
- Concha y Toro es elegida la Marca de Vino Más Admirada del Mundo (2012, 2013).

No mercado brasileiro a Concha y Toro atua por meio do comércio varejista e atacadista.

## Vinhos Concha y Toro
- Carmín de Peumo
- Don Melchor
- Amelia
- Terrunyo
- Marques de Casa Concha
- TRIO
- Casillero del Diablo
- Sunrise
- Frontera
- Almaviva